# Caritat bacteriana
La caritat bacteriana és un fenomen biològic en què una població de bacteris sotmesos a l'acció d'un antibiòtic, una petita proporció de bacteris resistents excretin una substància que ajuda els no resistents a sobreviure.

## Història
Fins a finals de l'any 2010 se sostenia la idea que la resistència als antibiòtics només funcionava a nivell individual. Un bacteri adquiria una mutació genètica que li proporcionava protecció per evitar els efectes d'un antibiòtic, la qual cosa feia possible que continués creixent per donar lloc a una població de bacteris resistents. Els no resistents anirien desapareixent afectats per l'antibiòtic. Però l'estudi publicat per un grup de científics nord-americans del Howard Hughes Medical Institute (HHMI), el 2 de setembre de 2010, aportava noves dades que descobrien un mecanisme de resistència als antibiòtics a escala poblacional.

## Descobriment
Els científics de l'Institut Mèdic Howard Hughes, van realitzar una sèrie d'experiments per arribar a aquestes conclusions. Es van cultivar en continu Escherichia coli en concentracions creixents de norfloxacina per poder esbrinar si existien elements en la dinàmica poblacional que puguin influir en el desenvolupament de resistència. Es van fer anàlisis electroforètics i d'espectrometria de masses del sobrenedant d'una de les mostres d'alta resistència (HRI), per determinar si aquesta mostra podria condicionar el medi de cultiu per millorar la supervivència global. Una vegada realitzats aquests experiments, es van centrar més en l'àmbit de la biotecnologia per determinar si la proteïna identificada, era tnaA, i per localitzar les mutacions que diferenciaven les diferents mostres. Per això es va crear un mutant de la proteïna i es cultivà en presència d'antibiòtic. Amb vista a la localització, se seqüencià el promotor i la regió codificadora del gen de la proteïna. El resultat fou que el mutant de la proteïna, no produïa tnaA. Ja que tnaA catalitzava la producció d'indole, els científics van enfocar el seu estudi entorn aquesta molècula. Es realitzen una sèrie d'anàlisis i s'observa que en presència d'aquesta molècula, la mínima concentració bactericida (MBC) es duplicava. Vist això, es va voler esbrinar si la producció d'aquesta molècula tenia un cost addicional als bacteris que la produïen. Es cocultivaren i d'altra banda es cultivaren per separat, les dues soques, de les quals una contenia la proteïna tnaA. Es va observar que c10,12ΔtnaA (Soca amb proteïna), creixia molt més que C10,12 en cultius per separat, i en el cocultiu, C10,12ΔtnaA desplazaba a C10, 12. Mitjançant anàlisi de la transcripció en presència i absència de indole es va saber que aquesta molècula actua activant els sistemes físics d'exportació cel·lular que poden bombar l'antibiòtic i d'altra banda, activant els mecanismes de protecció a l'estrès oxidatiu. Els últims experiments es van basar a seqüenciar el genoma de les soques per localitzar mutacions fenotípiques i també es van realitzar determinacions de les freqüències al·lèliques dels SNPs. Finalment es va provar el mateix experiment per a altres antibiòtics com gentamicina per veure si ocorria el mateix.

## Mecanisme
Els individus d'una població d'Escherichia coli solen produir indole com a subproducte del metabolisme del triptòfan. En presència d'antibiòtics la producció d'indole s'atura, però els mutants resistents a l'antibiòtic poden mantenir-ne la producció. L'indole que produeixen els mutants actua com a molècula senyalitzadora i és suficient per activar alguns mecanismes anti-estrès en la resta de la població que, sense ser genèticament resistent a l'antibiòtic, millora la seva supervivència en presència d'aquest. El fenomen de resistència poblacional s'ha observat en poblacions sotmeses a l'acció de la norfloxacina que és un inhibidor de la DNA girasa, però també en poblacions sotmeses a l'acció de la gentamicina que inhibeix la síntesi de proteïnes.

## Aplicacions
Degut a aquest efecte de resistència poblacional el desenvolupament de fàrmacs que bloquegen la ruta de síntesi de l'indole, poden suposar una eina a l'hora de dissenyar noves estratègies terapèutiques pel tractament d'infeccions bacterianes. En efecte, l'administració simultània d'un antibiòtic i un inhibidor enzimàtic de la síntesi d'indole hauria d'accelerar el tractament i minimitzar l'aparició de resistències genètiques.